# Tabua (diente)

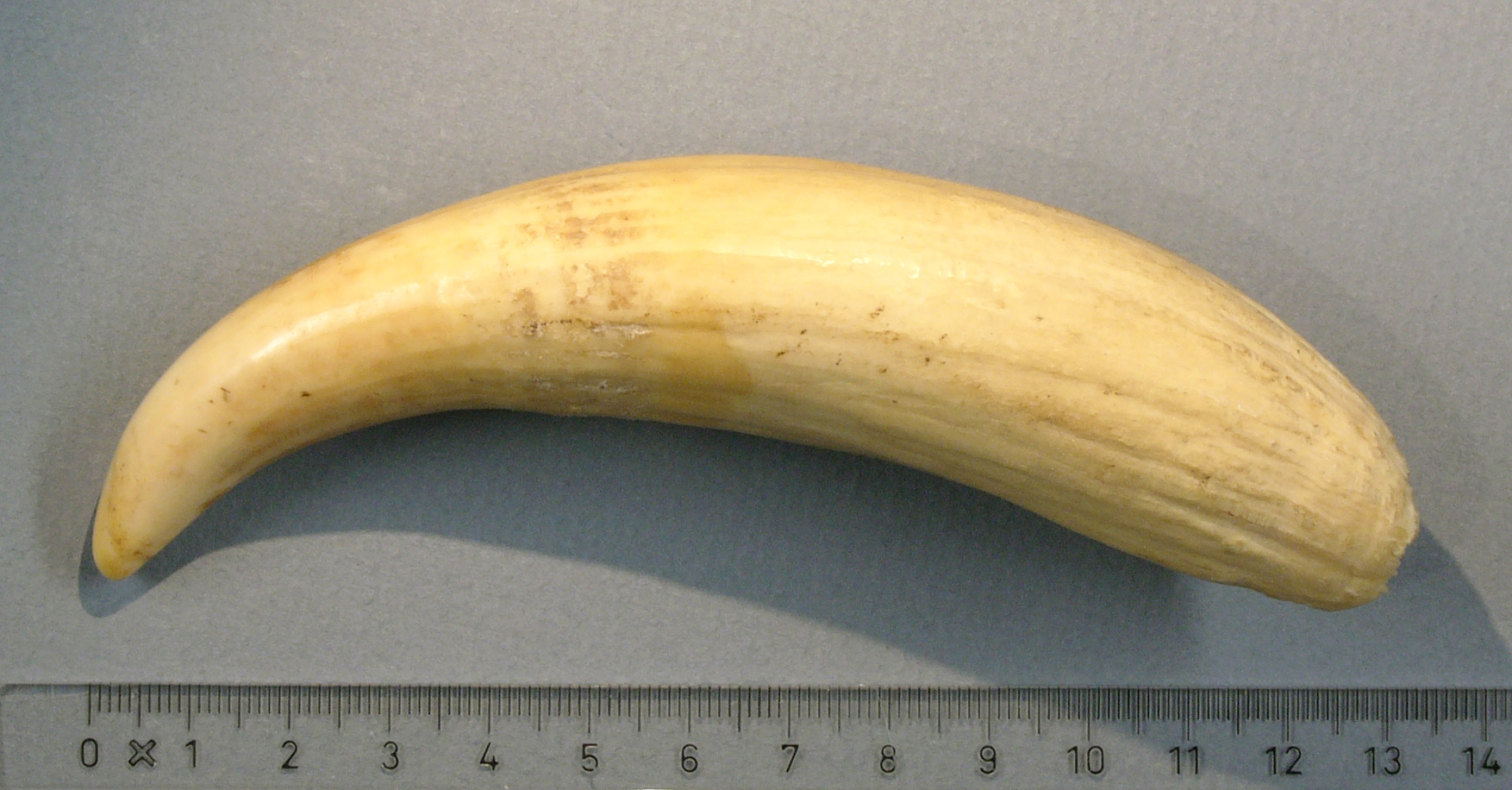
Diente de cachalote.

Un Tabua es un diente pulido de un cachalote y un elemento cultural importante en la sociedad de Fiyi. 

## Descripción

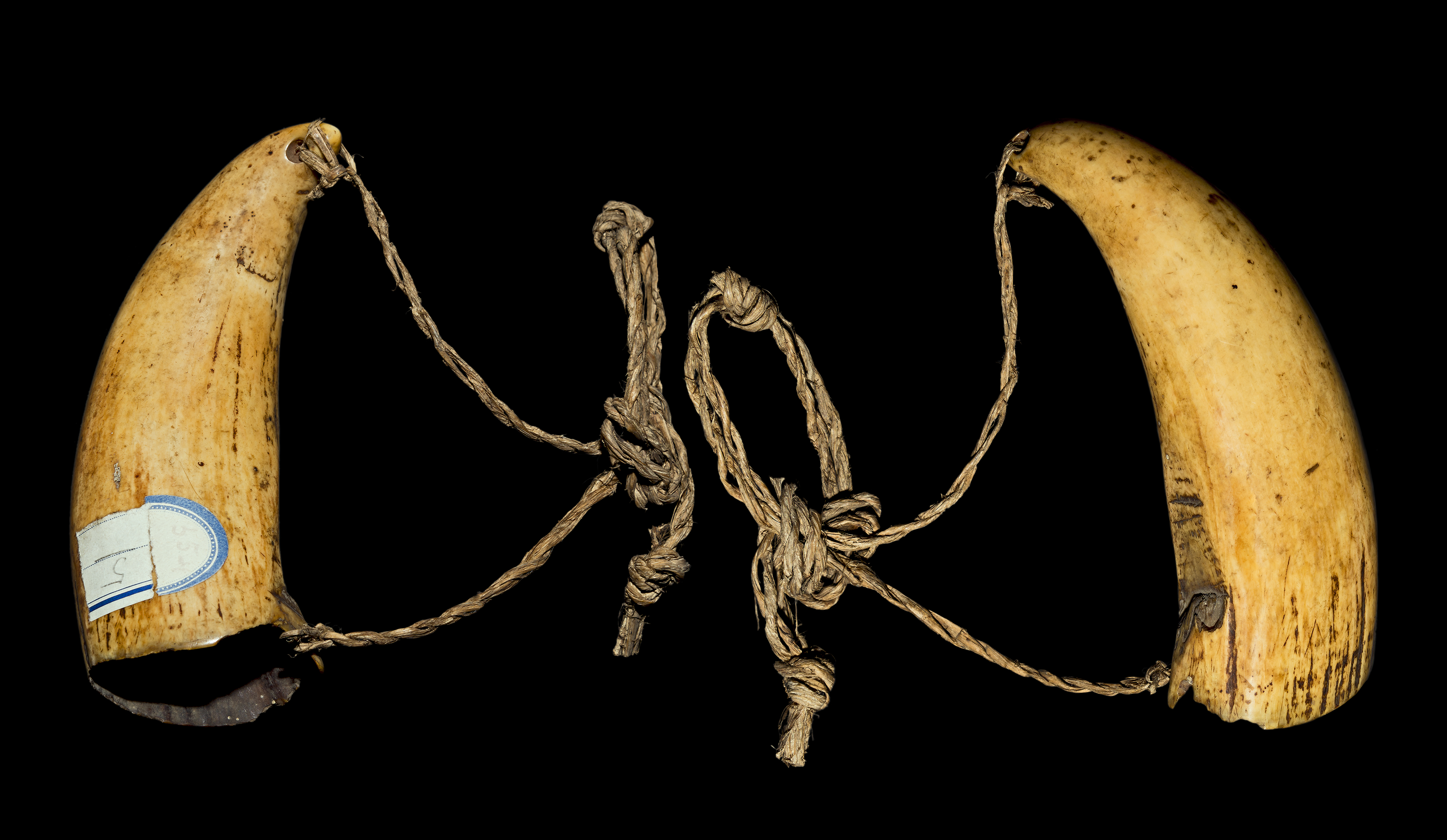
Dientes de cachalote.

Su nominación de tabua corresponde a «cosa sagrada». Los tabuas son apreciados principalmente por su tamaño, forma y color. La mayor parte son blancos y algunos de color ámbar, el que tiene más valor es el que además añade el estar perforado por ambos extremos donde se sujeta con un hilo trenzado, normalmente de material de coco y que sirve para llevarlo colgado del cuello como una joya.
El diente de cachalote es arrancado de su mandíbula inferior, después de su extracción del mamífero, se somete a un ritual de embellecimiento y pulido con una terminación de teñido color naranja o uno más oscuro que el suyo natural, este teñido se obtiene a base de frotarlos con aceite de coco y cúrcuma, otra manera de oscurecerlos era ahumándolos dentro de una pequeña cavidad cubierta con cortezas esto hacía conseguir un color «tabaco» muy apreciado.

## Historia

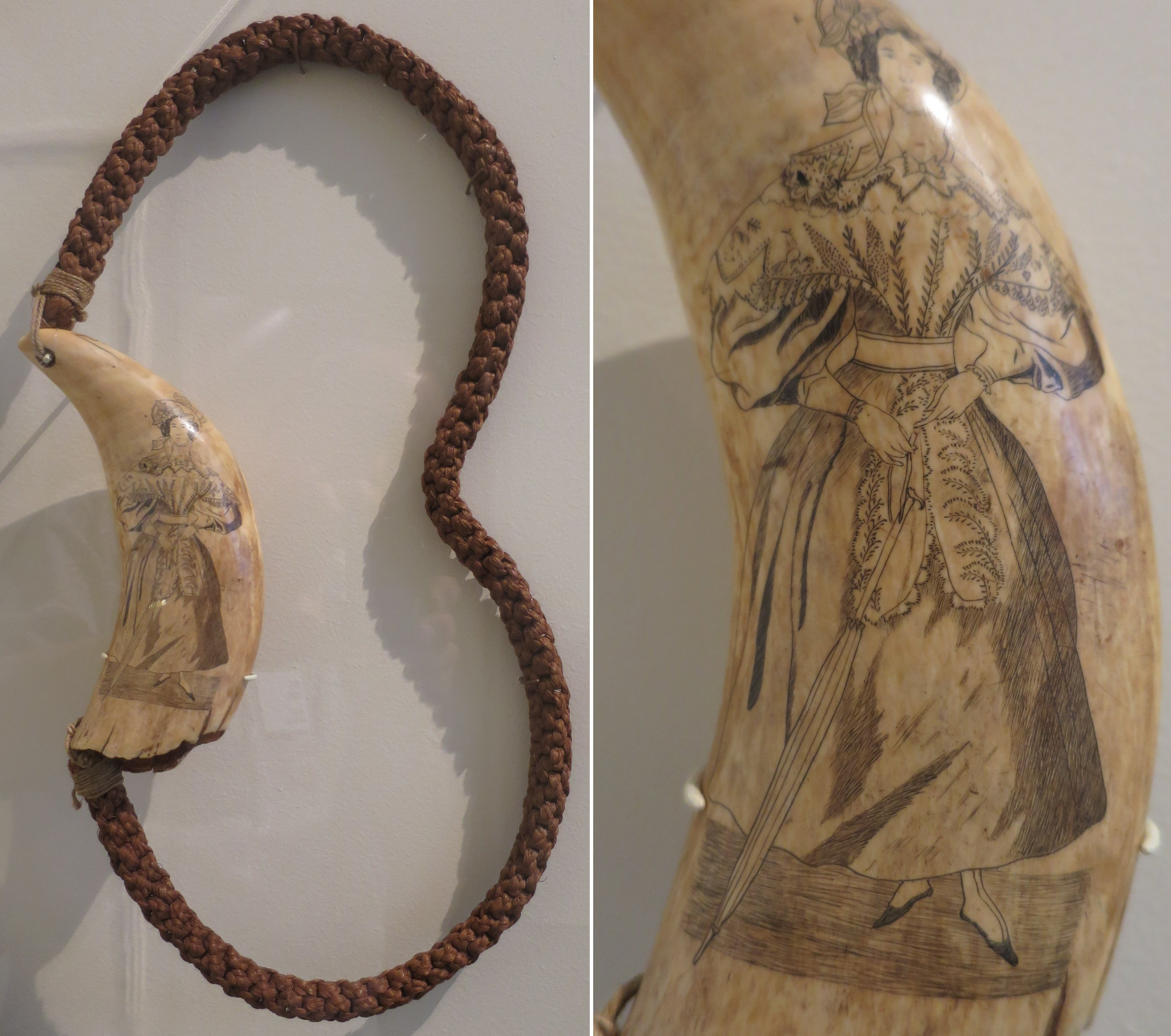
Tabua de Fiyi c. a835-1840. Museo de Arte de Honolulu.

Tradicionalmente, se daba como regalos por expiación o estima (llamados sevusevu ), y eran importantes en las negociaciones entre los jefes rivales. Los muertos serían enterrados con su tabua, junto con los trofeos de guerra e incluso sus esposas estranguladas, para ayudarlos en la vida después de la muerte. Originalmente eran artículos muy raros, disponibles únicamente de ballenas varadas y del comercio de la vecina Tonga(donde la práctica puede haberse originado), pero cuando el mercado se dio a conocer a principios del siglo XIX, miles de dientes y «dientes falsos» hechos de colmillos de marfil y morsa entraron en el mercado. Este comercio llevó al desarrollo del arte europeo del scrimshaw.
El tabua sigue siendo un elemento importante en la vida de Fiyi. No se venden, pero se intercambian regularmente como regalos en bodas, cumpleaños y funerales. El tabua también se usa cada vez más en la publicidad como un símbolo o marca de confianza, por ejemplo, Fiji Airways tiene un Club de Tabua (viajero frecuente) y una Clase de Tabua para la clase ejecutiva. También figuran en la moneda de 20 centavos de Fiyi. La exportación de tabua de Fiyi está muy restringida, con 225 por año,  y además se necesitan permisos del Ministerio de Asuntos Exteriores de Fiyi, el Departamento de Medio Ambiente de Fiji y la CITES que son obligatorios, ya que están regulados como una especie en peligro de extinción y un elemento cultural. Como tales, pueden fácilmente tener precios por encima de $ 500.

### Talla en marfil
Este arte se asocia tradicionalmente con los cazadores de ballenas, que lo desarrollaron a partir del siglo XVIII para aprovechar los dientes de los ejemplares que cazaban y llenar las horas muertas. Con un cuchillo o punzón, realizaban grabados al material que después teñían con tinta, hollín, tabaco u otros pigmentos. El resultado es un dibujo de líneas finas de color oscuro que contrasta con la blancura del marfil o del hueso. Modernamente, con la prohibición de la caza de ballenas, se realiza esta técnica en otros materiales con propiedades similares, como el plástico o la madera de boj.